# Grob skakalca v vodo
Grob skakalca v vodo  (italijansko Tomba del Tuffatore) je arheološki spomenik, zgrajen okoli leta 470 pr. n. št., ki ga je 3. junija 1968 odkril italijanski arheolog Mario Napoli med izkopom majhne nekropole približno 1,5 km južno od grškega mesta Pestum (Pozejdonija) v Veliki Grčiji, zdaj južna Italija. Grob je shranjen v muzeju v Pestumu.
Grob sestavlja pet apnenčastih plošč, štiri bočne stene in pokrov, tla so izkopana v naravnih kamnitih tleh. Pet plošč, natančno obdelanih z ometom, je oblikovalo veliko komoro, približno 215 × 100 × 80 cm. Vseh pet plošč je na notranjih straneh pobarvanih s pravo freskantsko tehniko. Na slikah na štirih stenah je upodobljen simpozij, moški v parih ležijo na divanih, nekateri mečejo ostanke vina v tarčo (kotab je bila priljubljena igra na simpozijih), na pokrovu pa je znamenit prizor, ki grobu daje ime: mladenič, ki skače v vodo. Morda je slika simbolna, morda je to namig na trenutek smrti, ko se duša osvobodi. Odlikujeta se dva mojstra, slikar južne stene je manj veličasten kot drugi. 
Ob odkritju teh presenetljivih fresk se je pokazalo, kako zelo so pomembne, saj se zdi, da so "edini primer grškega slikarstva s figuralnimi prizori iz preteklih obdobij, ki so ohranjeni v celoti. Med tisoči grških grobov iz tega časa (približno 700–400 pr. n. št.) je ta grob edini, ki je bil okrašen s freskami človeških figur".  Kaže se vpliv etruščanskih poslikanih grobnic; Pestum je bil takrat nekaj milj oddaljen od meje grških in etruščanskih vplivnih območij ob reki Sele. Stenske slike v drugih vrstah stavb so bile pogoste v grškem svetu, vendar je malo ohranjenih.
Lokalni prebivalci Kampanije, ki so imeli nadzor nad Pestumom okoli 400 pr. n. št., so zapustili številne poslikane grobnice, ki večinoma kažejo obsedenost s konji in jahalnimi športi. Nekaj jih je tudi v muzeju v Pestumu.
V notranjosti groba so našli nekaj predmetov: v bližini trupla (kljub slabemu stanju skeleta so ugotovili, da je najverjetneje pripadal mladeniču) so bili želva, dva aribala in atiški lekit v tehniki črnih figur iz približno 480 pr. n. št. To je odkritelju in drugim znanstvenikom pomagalo datirati grob v približno 470 pr. n. št.